# Ghana International Airlines
Ghana International Airlines was een Ghanese luchtvaartmaatschappij met haar thuisbasis in Accra.

## Geschiedenis
Ghana International Airlines was opgericht in 2004 door de Ghanese regering en Sentry Financial Corporation uit de Verenigde Staten. In 2005 nam Ethiopian Airlines ook een aandelenbelang van 20%. Op 13 mei 2010 staakte de maatschappij de dienstverlening.
De maatschappij voerde internationale lijnvluchten uit naar Accra, London Gatwick en Düsseldorf. De vloot bestond uit een Boeing B757-200.